# La Source (film, 1960)
Pour les articles homonymes, voir La Source.
Pour plus de détails, voir Fiche technique et Distribution.
La Source (Jungfrukällan ; litt. : « La source de la vierge ») est un film suédois produit et réalisé par Ingmar Bergman, sorti en 1960.
Il s'agit de l'adaptation d'une légende suédoise Töres dotter i Wänge du XIVe siècle, qui raconte l'histoire d'une famille de paysans aisés et de leur fille adolescente.

## Synopsis
Au XIVe siècle, en Suède. La blonde Karin, la fille de Töre, paysan qui habite un hameau isolé, va porter des cierges à la lointaine église de leur paroisse, de l'autre côté de la forêt. Elle fait route en compagnie de sa sœur adoptive, la brune Ingeri, qu'une sourde jalousie oppose à Karin.
À la lisière de la forêt les deux jeunes filles se séparent. Karin poursuit son chemin et rencontre trois chevriers, dont un enfant, et leur propose de partager son repas. Mais les deux hommes se jettent sur Karin, la violent et l'assassinent, sous les yeux d'Ingeri qui cachée a assisté à la scène.
Les chevriers ramassent les affaires de la morte et s'enfuient. Le soir, ils demandent l'hospitalité dans une ferme sans savoir qu'il s'agit de celle des parents de leur victime, très inquiets de ne pas la voir revenir.
Après le repas, l'aîné veut vendre la robe de Karin à la maîtresse des lieux qui reconnaît aussitôt les vêtements de sa fille. Celle-ci feint d'accepter le marché, et informe immédiatement son mari qui décide de se venger. Dans la cour de la ferme, il voit arriver Ingeri qui lui raconte tout. À l'aube, Töre fou de colère tue les trois chevriers — y compris l'enfant, sous les yeux horrifiés de son épouse.
La vengeance assouvie, les habitants de la ferme partent à la recherche du corps de Karin. Ils la découvrent gisant au bord de l'eau. Le père implore Dieu pour qu'il le pardonne de s'être fait justice et jure d'élever une chapelle à l'endroit où sa fille est morte. Lorsque le père et la mère enlèvent le corps de leur fille, une source jaillit de l'endroit où reposait sa tête.

## Fiche technique
Sauf indication contraire, les informations mentionnées dans cette section peuvent être confirmées par la base de données cinématographiques IMDb,  présente dans la section « Liens externes ».
- Titre original : Jungfrukällan
- Titre français : La Source
- Réalisation : Ingmar Bergman
- Scénario : Ulla Isaksson, d'après la ballade Töres dotter i Wänge du XIVe siècle
- Musique : Erik Nordgren
- Décors : P. A. Lundgren
- Costumes : Marik Vos
- Photographie : Sven Nykvist
- Son : Aaby Wedin
- Montage : Oscar Rosander
- Production : Ingmar Bergman et Allan Ekelund
- Société de production : Svensk Filmindustri (Suède) ; Athos Films (France)
- Sociétés de distribution : Svensk Filmindustri
- Pays de production :  Suède
- Langue originale : suédois
- Format : noir et blanc - 1,37:1 - Mono - 35 mm
- Genre : drame
- Durée : 89 minutes
- Dates de sortie :
  - Suède : 8 février 1960
  - France : 7 décembre 1960

## Distribution
- Max von Sydow (VF : Jacques Dacqmine) : Töre
- Birgitta Pettersson (VF : Janine Freson) : Karin
- Gunnel Lindblom (VF : Sophie Leclair) : Ingeri
- Birgitta Valberg : Märeta
- Axel Düberg (VF : Marc Cassot) : le chevrier maigre
- Tor Isedal : le chevrier muet
- Ove Porath : le petit garçon chevrier
- Allan Edwall : le mendiant
- Oscar Ljung (VF : Roland Menard) : Simon
- Gudrun Brost (VF : Helene Tossy) : Frida
- Axel Slangus (VF : Serge Nadaud) : le gardien du pont
- Tor Borong : le vieux valet de ferme
- Leif Forstenberg : le jeune valet de ferme

## Commentaire
Le film repose sur un scénario entièrement écrit par la romancière suédoise Ulla Isaksson. Ulla Isaksson a déjà collaboré, en tant que scénariste à Au seuil de la vie. Avec La Source, elle fait l'adaptation d'un conte médiéval, originellement intitulé « La fille de Töre à Vänge ».
L'angle que privilégie Ulla Isaksson est la transition entre l'ancien paganisme, incarné par Ingeri, et le christianisme dont Karin est le symbole. Cette transition court tout le long du film, dans lequel les personnages oscillent de l'un à l'autre. Tandis que la ferme vit au rythme des rites chrétiens (prières, bénédictions), le personnage d'Ingeri invoque le dieu Odin et recourt à des sortilèges païens. De même, Töre, le père de la jeune fille, qui se purifie dans son sauna avant d'accomplir une vengeance d'ordre clanique, avant que de se repentir d'avoir versé le sang au titre de sa justice propre, fût-ce, en l'espèce, envers des criminels ignobles.
De ce récit fortement marqué d'un christianisme tout médiéval est né un film limpide et brut, le témoignage naïf mais tout de même d'une grave sagesse.
Quand sort La Source, Ingmar Bergman est au creux de la vague. Les succès du Septième sceau et des Fraises sauvages ont nourri beaucoup d’attentes mais son film précédent, Le Visage, a beaucoup déçu. Le même accueil est réservé à La Source, considéré comme une œuvre mineure dans la carrière du cinéaste. On lui reproche essentiellement au cinéaste d’avoir assuré une prestation d'ordre technique et d'être d'une certaine confusion dans son propos.
Se greffe une polémique autour de la scène de viol. Un quotidien suédois pose publiquement la question de savoir si cette scène est nécessaire, à quoi les lecteurs répondent majoritairement « non ». Quant à la position du cinéaste lui-même, elle évolue au cours du temps. Il déclare d’abord que ce film est un de ses préférés pour finalement le considérer comme maladroitement inspiré de Rashōmon du réalisateur japonais Akira Kurosawa.

## Remake
En 1972 sort le film La Dernière Maison sur la gauche de Wes Craven, qui est une nouvelle version du film d'Ingmar Bergman. Une autre version sort en 2009, réalisée par Denis Iliadis.

## Distinctions

### Récompenses
- Festival de Cannes 1960 : sélection officielle en compétition[9], Prix FIPRESCI
- Oscars 1961 : meilleur film en langue étrangère